# Péricles Madureira de Pinho
Péricles Madureira de Pinho (Salvador, 1908 — Rio de Janeiro, 1978) foi um servidor público.
Foi ministro interino da Educação no governo Getúlio Vargas, de 26 de maio a 24 de junho de 1953.
Foi também membro do Conselho Federal de Educação e diretor do Banco da Bahia.